# Corbières (Bergland)

Topographische Karte des Corbières-Massivs

Die Corbières (katalanisch: les Corberes; okzitanisch: Corbièras) sind eine naturräumliche Einheit innerhalb der Region Okzitanien.

## Geographie

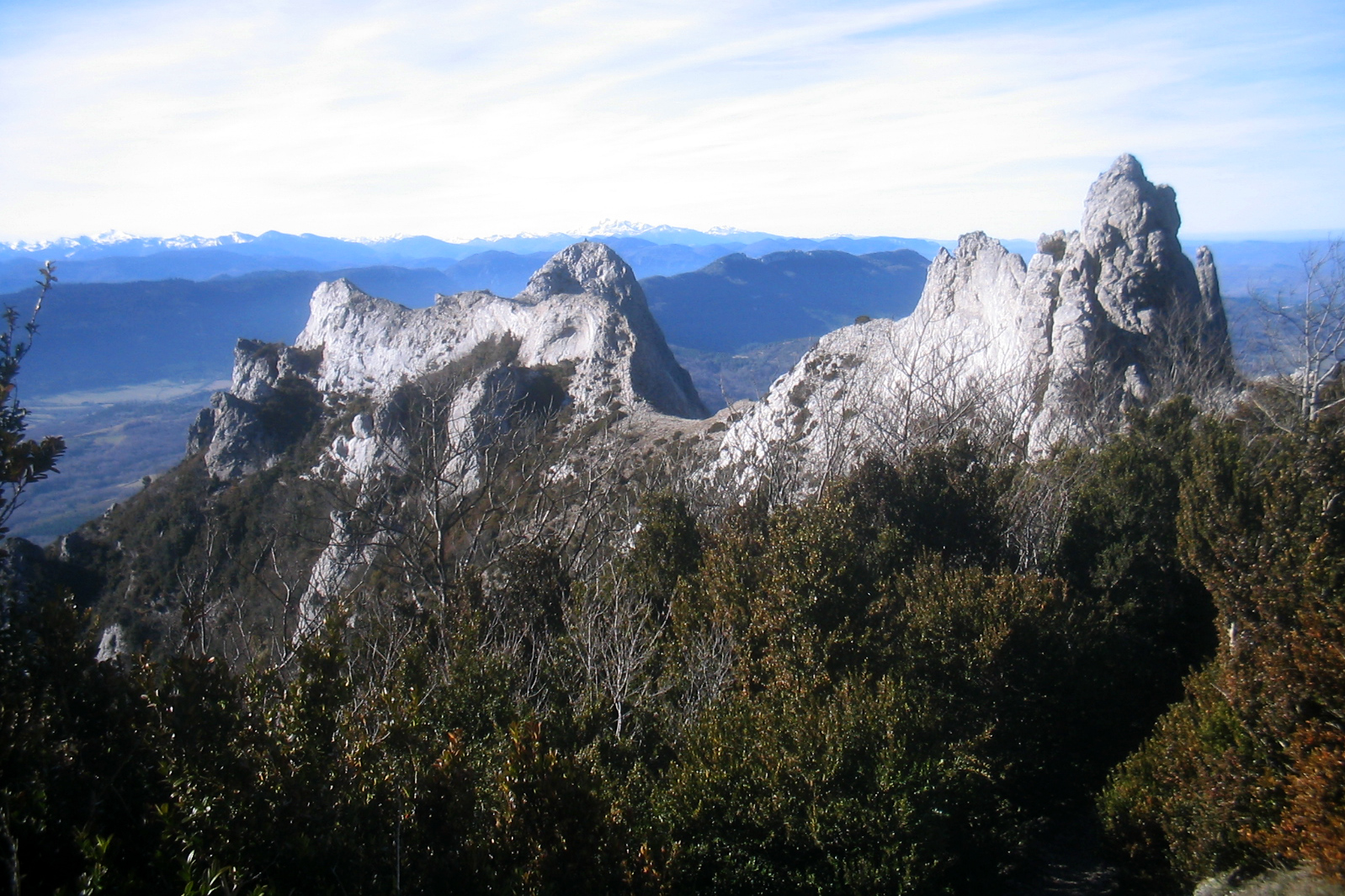
Der Pic de Bugarach (1230 m)

Die dünn besiedelten Corbières sind in den Départements Pyrénées-Orientales und Aude gelegen. Sie erstrecken sich vom Cap Leucate, der Mittelmeerküste, und dem Étang de Leucate bis ca. 130 Kilometer ins Landesinnere, wo die Corbières vom Fluss Aude, den Pyrenäen und dem Pays de Sault abgeschnitten werden. Nach Süden wird das Gebirge vom Fluss Agly begrenzt, nach Norden von der Aude; wichtigster Fluss innerhalb der Corbières ist der Orbieu.
Der höchste Punkt der Corbières, der Pic de Bugarach (1230 m), liegt etwa 20 Kilometer (Luftlinie) östlich von Quillan; zum Mittelmeer hin fällt das Gelände immer mehr ab – die Berggipfel erreichen nur noch Höhen um die 400 Meter. Die meisten Orte liegen in 150 bis 300 Metern Höhe.
Die Corbières werden in Corbières maritimes, Corbières interieures (auch Hautes Corbières genannt) und Corbières catalanes unterteilt. Die Montagne d’Alaric bei Carcassonne wird auch zu den Corbières gerechnet. Die geographische Differenzierung der Corbières beruht weitestgehend auf physisch-geographischen Kriterien, wobei vor allem klimageographische und topographische Merkmale wesentlich sind. So werden beispielsweise die Corbières maritimes, welche den Ostabfall der Corbières ins Mittelmeer bzw. in den Étang de Leucate darstellen, mit der thermomediterranen Vegetationsstufe gleichgesetzt.

## Botanik
Die Corbières sind sehr stark vom Weinbau geprägt (Monokultur). In den letzten Jahren ist dieser allerdings zurückgegangen, sodass viele Weinberge brach liegen und sich langsam renaturieren. Aufgrund des relativ trockenen und windigen Mittelmeerklimas, das hier herrscht, erfolgt die Wiederbewaldung vorwiegend durch Steineichen, Ginster u. ä., also typische Garrigue-Pflanzen. Größere zusammenhängende Waldflächen, wie z. B. in Südwestfrankreich, gibt es hier nicht.
Teile der Corbières maritimes liegen im Regionalen Naturpark Narbonnaise en Méditerranée, Teile der Corbières interieures liegen im Regionalen Naturpark Corbières-Fenouillèdes.

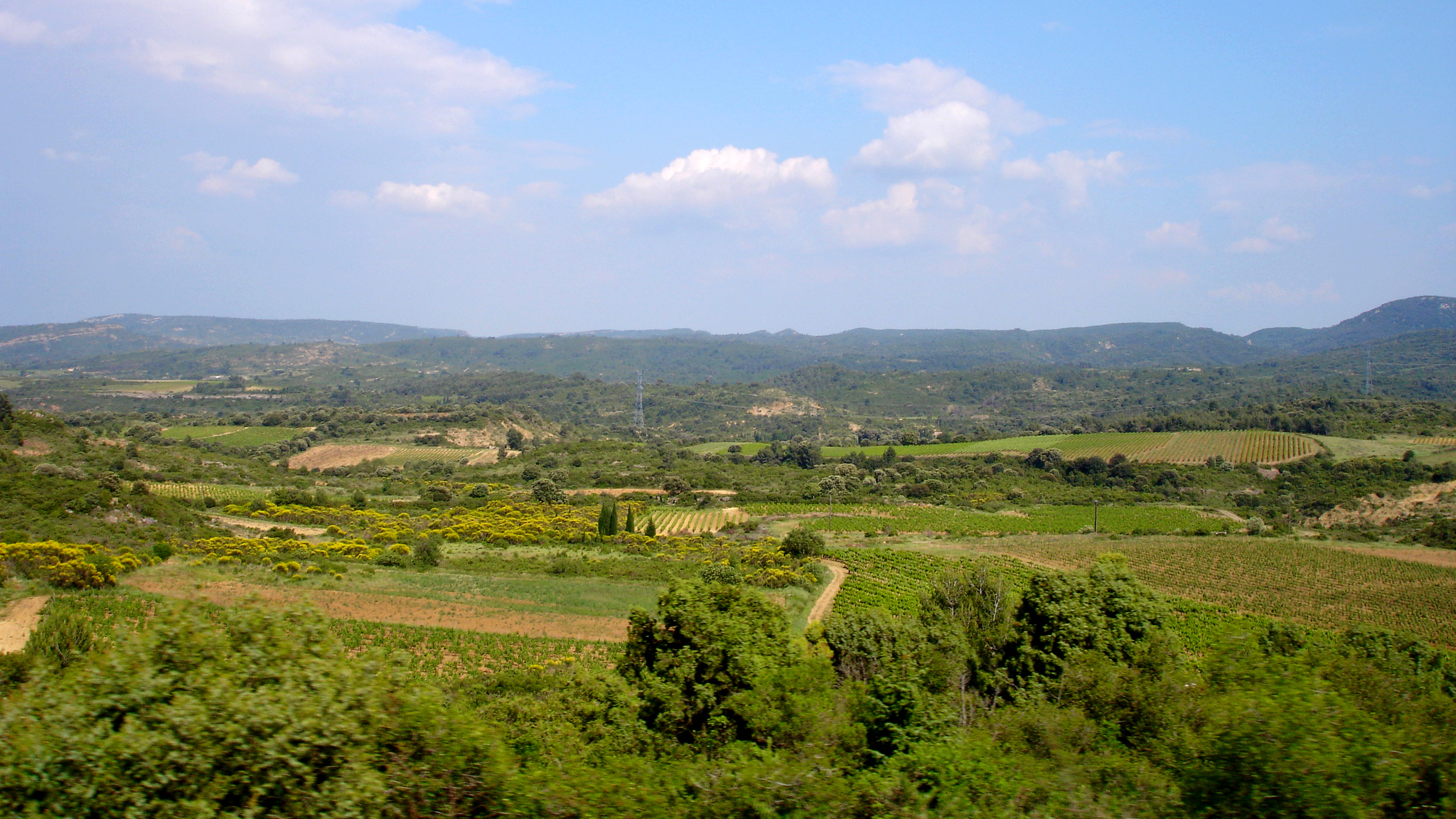
Die Corbières bei Villerouge-Termenès

## Landwirtschaft und Weinbau
In den Tallagen und den Ausläufern der Corbières kann auch Landwirtschaft betrieben werden. Weinbau, Imkerei und Schafhaltung sind die wichtigsten Agrarprodukte der Corbières. Die Corbières haben Anteil an folgenden AOC-Weinanbaugebieten:
- Fitou
- Corbières
- Rivesaltes
- Maury

## Prähistorie
In der Nähe von Tautavel befindet sich die Höhle von Arago (la caune de l'Arago), eine international bekannte Fossilienfundstätte, in der auch Knochen von Homo erectus ausgegraben wurden. Darüber hinaus finden sich jungsteinzeitliche Bauten (Dolmen und Menhire) der mediterranen Megalithkulturen.

## Geschichte
Lange Zeit lag das karge Bergland der Corbières abseits der Geschichte. Lediglich als Ort für Scharmützel zwischen Franken und Sarazenen sowie als Rückzugsgebiet für Weltflüchtlinge (Mönche und Katharer) schien es zu taugen. Das 13. Jahrhundert sah erneute Auseinandersetzungen zwischen der französischen Krone (Ludwig IX.) und dem Königreich Aragón. Im Pyrenäenfrieden von 1659 fielen das Roussillon und damit auch die Corbières endgültig an Frankreich.

## Wichtige Städte und Siedlungen
- Département Aude: Lézignan-Corbières, Portel-des-Corbières, Lagrasse, Leucate, Durban-Corbières, Tuchan, Sigean, Port-la-Nouvelle.
- Département Pyrénées-Orientales: Salses-le-Château, Tautavel, Maury.

## Sehenswürdigkeiten

### Megalithbauten
In den Corbières finden sich mehrere Dolmen und Menhire aus der Zeit der Megalithkulturen (siehe Weblinks).

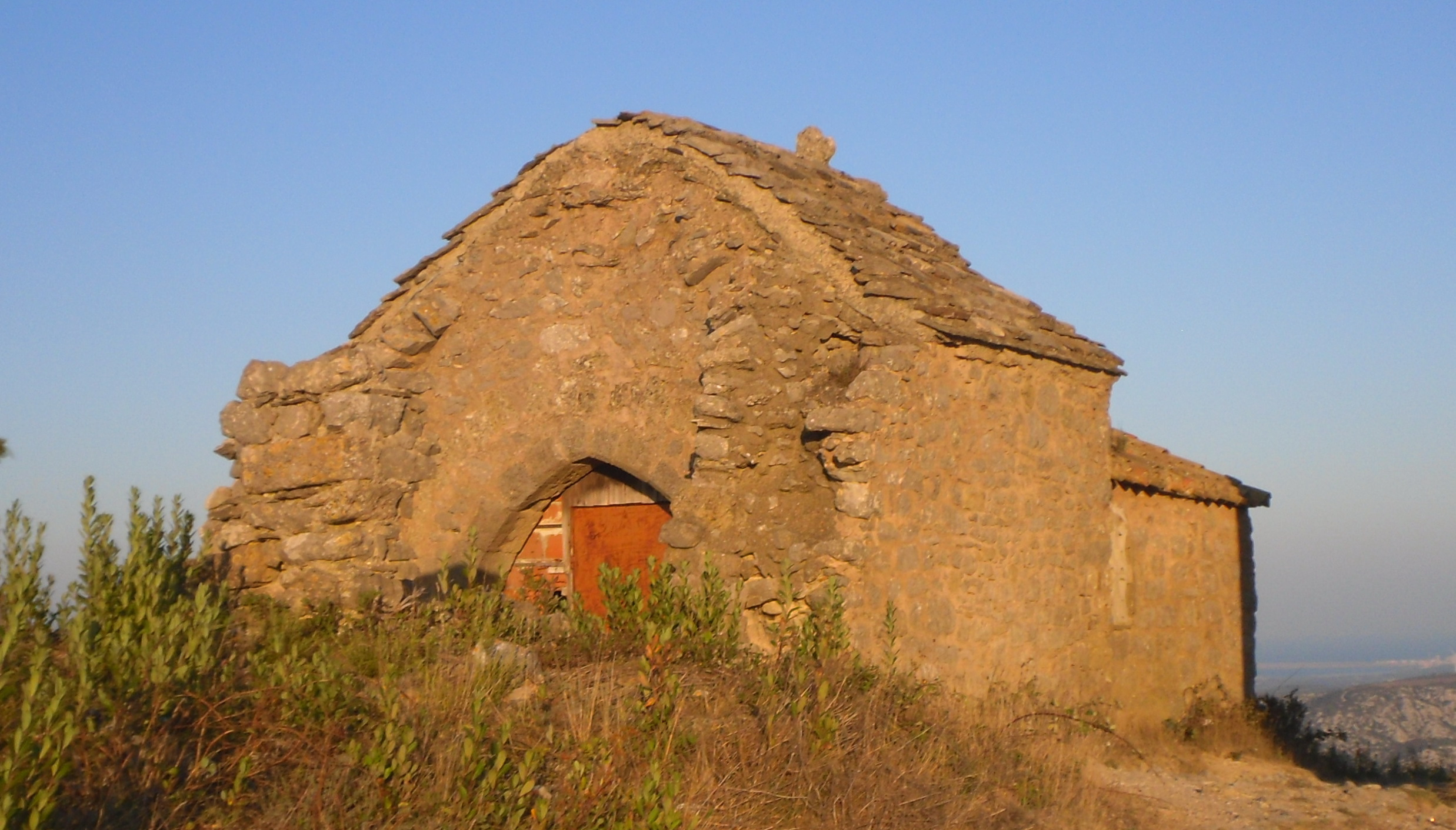
Ermitage Saint-Victor

### Kirchen und Klöster
- Ehemalige Zisterzienser-Abtei Sainte-Marie de Fontfroide
- Ehemalige Benediktiner-Abtei Sainte-Marie de Lagrasse
- Ehemalige Prioratskirche St-Martin in Saint-Martin-des-Puits
- Chapelle Saint-Laurent de Moussan
- Die Gorges de Galamus mit der Eremitage von Saint-Antoine
- Die Ermitage Saint-Victor bei Fontjoncouse

### Wehrbauten

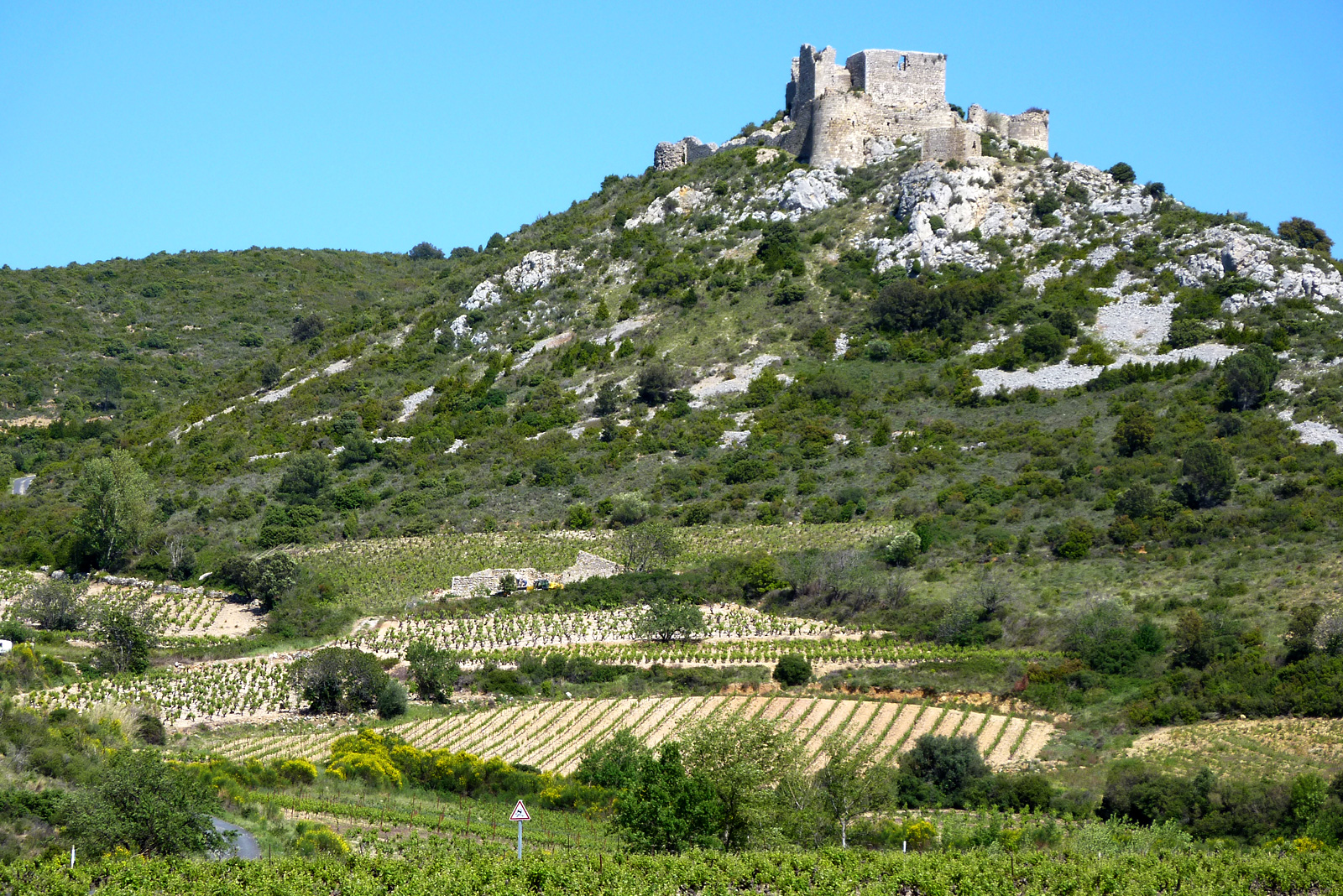
Burgruine Aguilar – In den Ausläufern der Corbières sind Landwirtschaft und Weinbau möglich.

- Ruine des Château de Queribus
- Ruine des Château de Peyrepertuse
- Ruine der Burg Termes
- Ruine der Burg Durfort
- Ruine der Burg Durban
- Ruine der Burg Padern
- Ruine der Burg Aguilar
- Burg Villerouge-Termenès
- Burg Arques
- Fort von Salses